# Campeonato Mundial de Patinaje Artístico sobre Hielo de 1926
El XXIV Campeonato Mundial de Patinaje Artístico se realizó en Berlín (concurso masculino y por parejas) entre el 13 y el 14 de febrero y en Estocolmo (concurso femenino) entre el 7 y el 8 de febrero de 1926 bajo la organización de la Unión Internacional de Patinaje sobre Hielo (ISU), la Federación Alemana de Patinaje sobre Hielo y la Federación Sueca de Patinaje sobre Hielo. 

## Resultados

### Masculino
| Puesto | Nombre           | País        | Puntos |
| ------ | ---------------- | ----------- | ------ |
| Oro    | Willy Böckl      | Austria     | 7      |
| Plata  | Otto Preissecker | Austria     | 11     |
| Bronce | John Page        | Reino Unido | 18     |

### Femenino
| Puesto | Nombre        | País        | Puntos |
| ------ | ------------- | ----------- | ------ |
| Oro    | Herma Szabo   | Austria     | 5      |
| Plata  | Sonja Henie   | Noruega     | 10     |
| Bronce | Kathleen Shaw | Reino Unido | 16     |

### Parejas
| Puesto | Nombre                      | País    | Puntos |
| ------ | --------------------------- | ------- | ------ |
| Oro    | Andrée Joly / Pierre Brunet | Francia | 12     |
| Plata  | Lily Scholz / Otto Kaiser   | Austria | 22     |
| Bronce | Herma Szabo / Ludwig Wrede  | Austria | 26     |

## Medallero
| Núm. | País        | Oro | Plata | Bronce | Total |
| ---- | ----------- | --- | ----- | ------ | ----- |
| 1    | Austria     | 2   | 2     | 1      | 5     |
| 2    | Francia     | 1   | 0     | 0      | 1     |
| 3    | Noruega     | 0   | 1     | 0      | 1     |
| 4    | Reino Unido | 0   | 0     | 2      | 2     |
|      | TOTAL       | 3   | 3     | 3      | 9     |

| Predecesor: Austria - Suiza 1925 | Campeonato Mundial de Patinaje Artístico sobre Hielo 1926 | Sucesor: Suiza - Noruega - Alemania 1927 |

- Datos: Q670116
- Multimedia: 1926 World Figure Skating Championships / Q670116